# Дарлингтон (Јужна Каролина)
Дарлингтон (енгл. Darlington) град је у америчкој савезној држави Јужна Каролина.

## Демографија
По попису из 2010. године број становника је 6.289, што је 431 (-6,4%) становника мање него 2000. године.
| Група             | 2000.         | 2010.         |
| Белци             | 2.848 (42,4%) | 2.368 (37,7%) |
| Афроамериканци    | 3.766 (56,0%) | 3.814 (60,6%) |
| Азијати           | 24 (0,4%)     | 28 (0,4%)     |
| Хиспаноамериканци | 68 (1,0%)     | 44 (0,7%)     |
| Укупно            | 6.720         | 6.289         |